# Amaya (Vorname)
Amaya ist ein weiblicher Vorname.

## Herkunft und Bedeutung
Beim Namen Amaya handelt es sich um einen spanischen bzw. baskischen Namen, der „das Ende“ bedeutet. Der Name geht auf Francisco Navarro Villoslada und seinen Roman Amaya oder die Basken des 8. Jahrhunderts zurück.

## Verbreitung
Der Name Amaya ist in Spanien seit der Mitte des letzten Jahrhunderts geläufig, jedoch zählte er nie zu den beliebtesten Vornamen. Lediglich in den 1970er Jahren erreichte er die Top-200 der Vornamenscharts. Nachdem der Name in den 1980er und 1990er Jahren an Popularität verloren hatte, stieg seine Beliebtheit nach der Jahrtausendwende wieder an.
In Puerto Rico zählt Amaya seit 2009 zu den 100 beliebtesten Mädchennamen. Als höchste Platzierung erreichte der Name im Jahr 2018 Rang 13 der Hitliste. Obwohl seine Popularität seitdem sank, zählt der Name nach wie vor zu den 50 meistgewählten Mädchennamen des Landes.
In den USA wurde der Name 1999 durch die Serie The Real World bekannt. Im selben Jahr stand Amaya mit Rang 398 erstmals in der Hitliste der 1000 meistgewählten Mädchennamen des Landes. Im darauffolgenden Jahr erreichte der Name die erste Top-200-Platzierung. Obwohl der Name sich etabliert hat, erreichte er nie die Top-100 der Vornamenscharts. Im Jahr 2018 erlangte er mit Rang 130 die bislang höchste Platzierung.
Der Name Amaya gewann in England und Wales seit den 2000er Jahren an Popularität. Dort zählt er seit 2013 – mit Ausnahme des Jahres 2014 – zu den 200 meistgewählten Mädchennamen (Stand 2024). Mit Rang 107 erreichte er seine bislang höchste Platzierung im Jahr 2020.
In Deutschland befindet sich Amaya seit den 2010er Jahren im Aufwärtstrend, der jedoch immer wieder Schwankungen ausgesetzt ist. Mit Rang 434 erreichte der Name im Jahr 2016 erstmals die Top-500 der Vornamenscharts. Als bislang höchste Platzierung stand er im Jahr 2023 auf Rang 127 der Hitliste. Besonders häufig wird der Name dabei in Berlin (Rang 86 im Jahr 2023) und Hamburg vergeben.

## Varianten
- Baskisch: Amaia
- Englisch: Amayah
- amerikanisch: Amiyah

## Bekannte Namensträgerinnen
- Amaya Arzuaga (* 1970), spanische Modedesignerin
- Amaya Coppens (* 1994), belgisch-nicaraguanische Menschenrechtsaktivistin
- Amaya Valdemoro (* 1976), spanische Basketballspielerin
- Amaya (* 1992), slowenische Sängerin, bürgerlich Maja Keuc